# Joseph Noteboom
Joseph Noteboom (* 19. Juni 1995 in Plano, Texas) ist ein US-amerikanischer Footballspieler auf der Position des Offensive Tackle, der seit 2025 bei den Baltimore Ravens in der National Football League (NFL) unter Vertrag steht. 2018 wurde er von den Los Angeles Rams im NFL-Draft ausgewählt und war dort bis 2024 aktiv. Zuvor spielte er an der Texas Christian University College Football.

## Frühe Jahre
Noteboom ging in seiner Geburtsstadt Plano auf die Highschool. Später besuchte er die Texas Christian University. 2017 gewann er mit dem Collegefootballteam den Alamo Bowl gegen die Stanford University mit 39:37.

## NFL
Noteboom wurde im NFL-Draft 2018 in der dritten Runde an 89. Stelle von den Los Angeles Rams ausgewählt. Am 9. Juni 2018 unterschrieb er einen Vier-Jahres-Vertrag bei den Rams. Nachdem er in seiner ersten NFL-Saison nur als Backup agierte, wurde er zur Saison 2019 zum startenden linken Guard ernannt. Am sechsten Spieltag der Saison zog er sich eine Knieverletzung zu, welche die Saison für ihn beendete. Auch zur Saison 2020 wurde er zum startenden linken Guard ernannt. Am 24. September 2020 wurde er auf die Injured Reserve List gesetzt. Am 14. November 2020 wurde er von dieser aktiviert. Er absolvierte zehn Spiele für die Rams in dieser Saison (neun davon als Starter).
In der NFL-Saison 2021 wurde er zunächst meistens nur als Backup eingesetzt. Er erreichte mit den Rams die Playoffs. Im Divisional-Round-Spiel gegen die Tampa Bay Buccaneers ersetzte er den eigentlichen startenden linken Tackle Andrew Whitworth. Das Spiel wurde mit 30:27 gewonnen. Im darauffolgenden Spiel fiel er auf Grund einer Brustmuskelverletzung aus. Die Rams erreichten auch ohne ihn den Super Bowl LVI mit einem 20:17-Sieg über die San Francisco 49ers. Den Super Bowl gewann er mit dem Team gegen die Cincinnati Bengals mit 23:20, konnte wegen seiner Brustmuskelverletzung allerdings nicht eingesetzt werden.
Am 14. März 2022 einigte Noteboom sich mit den Rams auf einen Dreijahresvertrag über 40 Millionen US-Dollar. In den ersten sechs Spielen der Saison 2022 lief Noteboom jedes Mal als Starter auf das Feld. Die Saison war für ihn allerdings nach einem im Spiel gegen die Carolina Panthers erlittenen Achillessehnenriss in Woche 6 frühzeitig beendet.
In der folgenden Saison bestritt Noteboom 14 Spiele, davon acht als Starter.
2024 wurde er wegen einer im ersten Saisonspiel erlittenen Knöchelverletzung auf die Injured Reserve List gesetzt. Er bestritt in dieser Spielzeit lediglich vier Spiele.
Nach dem Abgang ihres Tackles Josh Jones zu den Seattle Seahawks verpflichteten die Baltimore Ravens den vielseitig einsetzbaren Noteboom am 3. Mai 2025, um die entstandene Lücke in der Offensive Line ausfüllen zu können.